# Ministerio de Economía de Letonia
El Ministerio de Economía de Letonia (en letón: Latvijas Republikas Ekonomikas ministrija) es la institución administrativa estatal responsable de la política económica en Letonia. El ministerio también representa los intereses económicos de Letonia en la Unión Europea.
El Ministerio de Economía se estableció en 1918 como el «Ministerio de Comercio e Industria». Fue disuelto después de la incorporación de Letonia en la URSS. En 1991 fue restaurado como el «Ministerio de Reformas Económicas» y en 1993 se adoptó el nombre actual. La actual ministra de Economía es Dana Reizniece-Ozola, nombrada el 5 de noviembre de 2014.

## Funciones
El ministerio desarrolla e implanta la política económica estructural, energética, mercado interno (bienes y servicios), desarrollo comercial y tecnológico, competitividad, protección de los derechos del consumidor, construcción y vivienda, y la política económica externa. Para conseguir estos fines, el Ministerio trabaja en estrechada colaboración con las organizaciones no gubernamentales que representan los empresarios y otros agentes sociales.
El Ministerio de Economía también es responsable de la introducción y supervisión de programas y proyectos de los Fondos Estructurales de la Unión Europea. Estos fondos son administrados por la Agencia de Inversión y Desarrollo de Letonia, una agencia gubernamental encargada de promover el desarrollo de negocios en Letonia, facilitar el crecimiento de la inversión extranjera y aumentar la competitividad de los empresarios letones a los mercados nacionales y extranjeros. Está subordinada directamente al Ministerio de Economía.